# Pablo Barrios
Pablo Barrios Rivas (ur. 15 czerwca 2003 w Madrycie) – hiszpański piłkarz grający na pozycji pomocnika w hiszpańskim klubie Atlético Madryt. Młodzieżowy reprezentant Hiszpanii. Uczestnik Letnich Igrzysk Olimpijskich 2024 w Paryżu.